# 合 (天體位置)

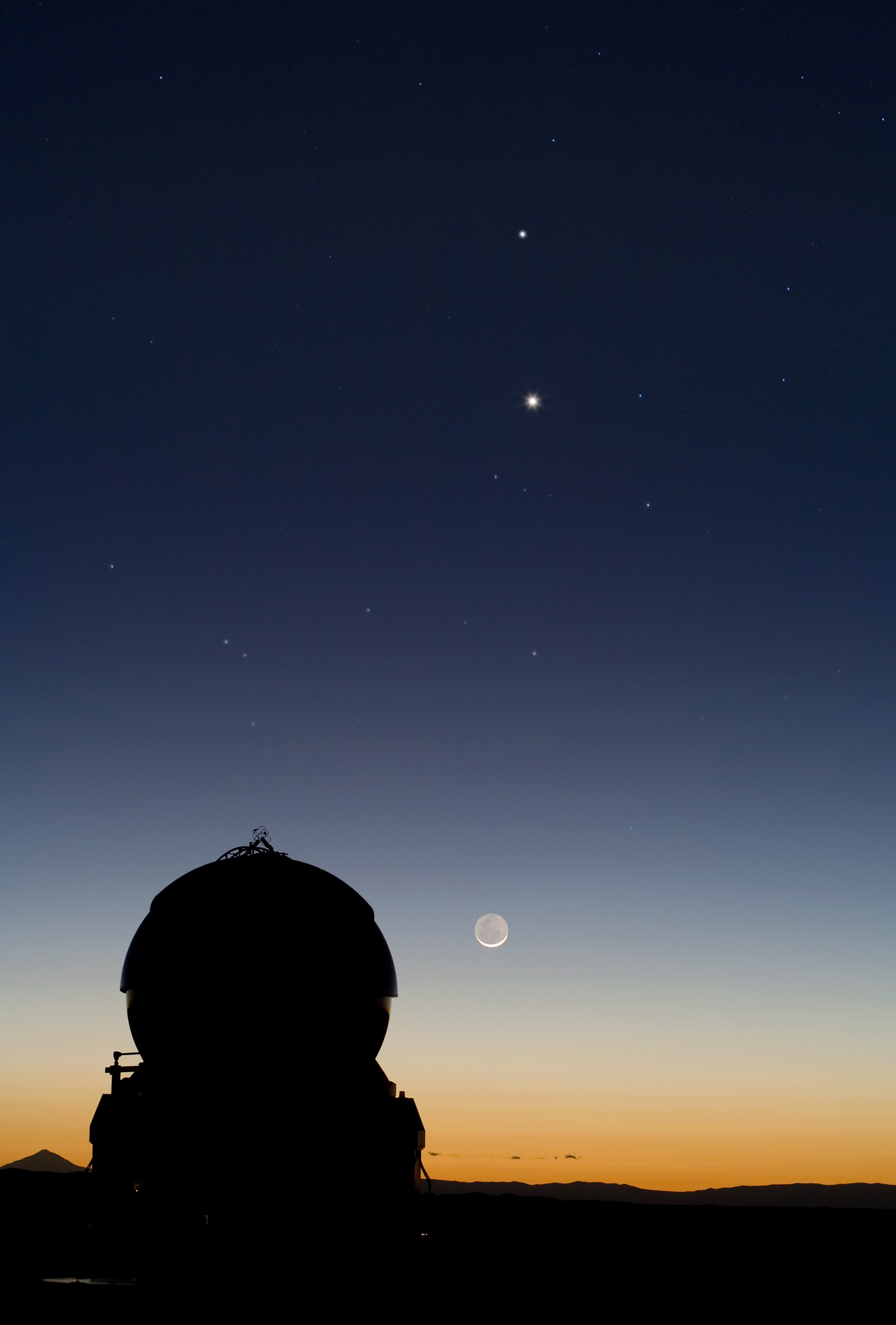
黎明時分的水星（上方星點）與金星（下方星點）合月，2008年3月6日攝於智利帕瑞納天文臺。此外，當日海王星（圖中不可見）的視位置約在金星和月球之間，亦和金星形成合的關係。此前的12小時內才接連發生月掩水星和月掩金星。

在天文測量學中，兩個太陽系天體的合（英語：Conjunction）就是指從特定位置（通常是地球）觀察到它們具有相同的赤經或黃經。合日是採用黃經合作為定義，但其他類型的合以及衝都是採用赤經合作為定義。由於黃道與赤道之間有傾角，所以黃經合與赤經合的位置與時間都不一樣，但差異不會太大。
合是具有週期性而且可以預測的；通常在星曆表中可以查到各天體之間合的日期和經度。
對於太陽系內比較遙遠的行星，從前準確計算它們的地心視經度比較困難，所以天文學家會用行星的日心幾何經度（heliocentric geometric longitude）加上光行差的修正值。所以並非簡單的將兩個天體的日心幾何經度相同。
合在天文學上的符號是☌，在Unicode編碼為U+260C 。

## 與最小角距的差異
最小角距與「合」類似，但兩者其實是不同的概念。最小角距是兩顆天體最接近的時刻，換句話說，是它們的角距離最小的時刻。接近黃道面的天體，「合」的時間點通常會很靠近「最小角距」的時間點；在大多數情況下，最小角距與赤經合（或黃經合）的差距不到一天，但極端情況下，兩種相差可以長達十六日。

## 合日
若某個太陽系天體與太陽的視黃經相同，則稱為「某星合日」。此時有以下現象：
- 該天體的距角在9度範圍以內;
- 太陽、地球和該天體三者在黃道面成一直線。
- 該天體與太陽同方向，與太陽同時升落，故該天體整夜都不可見。

### 上合與下合
合日可以分為兩種。若天體較遠、太陽較近，就稱為上合（superior conjunction），從地球觀看星體軌道位置在太陽上方，因此稱為「上合」。此時假設從太陽觀察，該天體與地球的關係正好是衝；若是天體較近、太陽較遠，則稱為下合（inferior conjunction），從地球觀看星體軌道位置在太陽下方，因此稱為「下合」。此時該天體觀察到的是「地球衝」。下合時，如果天體能夠部分或完全遮掩太陽，就會發生凌日或日食（見#對衝）。
對內側行星（水星與金星）以及一些地內小行星而言，上合和下合都會發生。

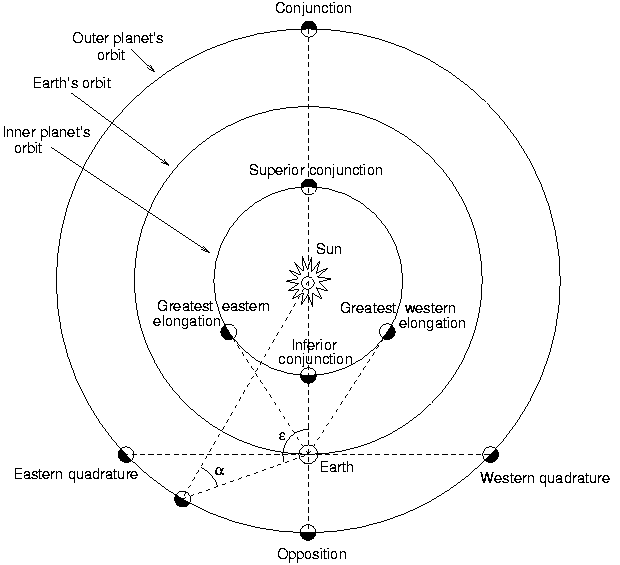
這張圖中的鉛垂虛線上，由上往下的四個特殊位置分別是外側行星的合、內側行星的上合、內側行星的下合以及外側行星的衝。

月球合日屬於下合，其對應到的月相就是朔。
外側天體（火星、木星等等）只會出現上合。

## 對衝
如果兩個天體同時發生赤經合和赤緯合，則兩者和地球會完全連成一直線，這種情況在英文稱為syzygy，在中文稱為對衝。此時，兩個天體在視線上重疊，較近的天體會遮蔽較遠的天體，根據不同情況，這種掩蔽現象也有不同的稱呼。
- 凌：如果較近者的視直徑遠小於較遠者，以至於後者只有部分被遮蔽，這種現象就稱為凌；如果較遠者是太陽，就稱為凌日。水星經過太陽前方時為水星凌日；金星經過太陽前方時則為金星凌日。
- 掩：相反的情況下，較近者的視直徑遠大於較遠者，以至於後者完全被遮蔽，這種現象稱為掩星，簡稱掩，其中最容易觀察是月掩星。
- 日食：也就是朔的時候，若月球的影子（不論是本影、偽本影或半影）能夠投射在地球表面，就會發生日食。日食本質上是一種月掩星。

## 行星合月、行星合行星、行星合恆星

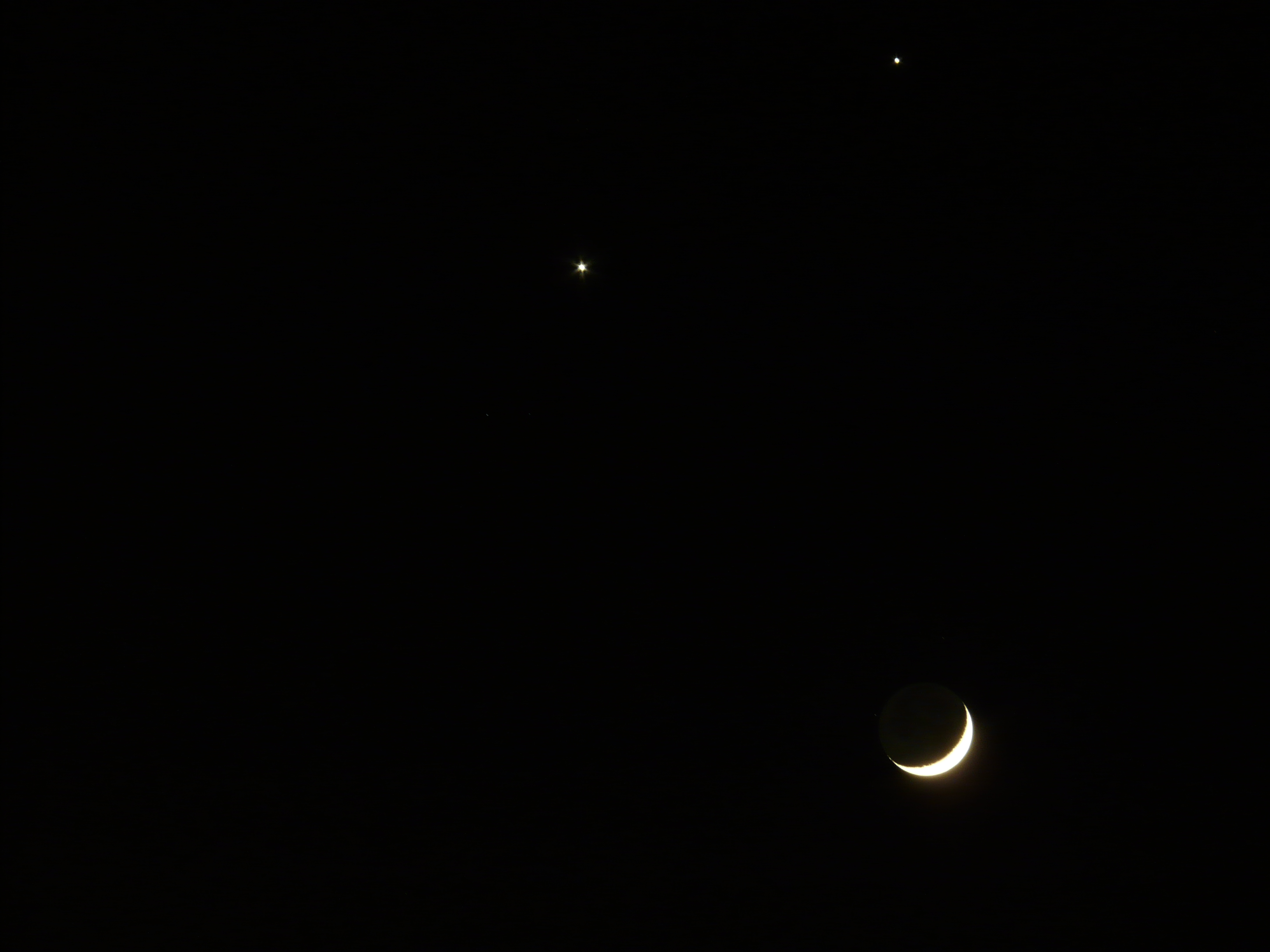
金星、木星合月

某星與月球同赤經，則稱為「某星合月」；若A星與B星同赤經，則稱為A星合B星，例如「火星合土星」；B星也可以是恆星，例如「土星合角宿一」。
有時也會發生三重合相的事件。

## 外部連結
- Occultations of Saturn by Jupiter
- Image of 2001 occultation of Saturn by the Moon
- Planets conjunctions and mutual occultations 1000BC to 3000AD（页面存档备份，存于）
- Conjunctions of planets with the main asteroids（页面存档备份，存于）